# Trachelas fuscus
Trachelas fuscus är en spindelart som beskrevs av Norman I. Platnick och Mohammad U. Shadab 1974. Trachelas fuscus ingår i släktet Trachelas och familjen flinkspindlar. Inga underarter finns listade i Catalogue of Life.